# Доминантна особина
Доминантна је она особина коју детерминише доминантан алел неког гена при чему тај ген може да буде у хомозиготном (нпр. АА) или хетерозиготном стању (нпр. Аа).